# Aangenaam (Gerard Cox)
Aangenaam is een studioalbum van Gerard Cox. Het was het eerste album na de muzikale doorstart van deze zanger. Het was een tijdje stil geweest rond de zanger, terwijl de acteur Cox het druk had met werk. Cox liet zich bijstaan door muziekproducent/arrangeur Aad Klaris. Andere arrangeurs waren Gerard Stellaard, Harry van Hoof en John van der Ven. Het album bevat een mengeling van zelf geschreven muziek en covers.

## Muziek
| Nr. | Titel                                                                  | origineel         | Duur |
| --- | ---------------------------------------------------------------------- | ----------------- | ---- |
| 1.  | Die laaielichter (Gene McLennan)                                       | Snowbird          | 3:38 |
| 2.  | Winter hier in Holland is zo koud (Doug Ashdown, Jim Stewart, Cox)     | Winter in America | 4:27 |
| 3.  | De Hoekse Waard (Klaris, Cox)                                          |                   | 3:37 |
| 4.  | Ik neem de nachtvlucht naar New York (Udo Jürgens. Michael Kunze, Cox) | onbekend          | 4:14 |
| 5.  | 't Is alweer een tijd geleden (Johnny Cymbal, Michael Lendell, Cox)    | onbekend          | 3:02 |
| 6.  | Ondragelijk (Klaris)                                                   |                   | 4:07 |

| Nr. | Titel                                                                | origineel                                      | Duur |
| --- | -------------------------------------------------------------------- | ---------------------------------------------- | ---- |
| 1.  | Zo'n lekkere strakke blonde meid op 'n racefiets (Bert Nicodem, Cox) |                                                | 3:27 |
| 2.  | Effe eentje tussendoor (Stephan Remmler, Kralle, Cox)                | Turaluraluralu - Ich mach Bubu, was machst du? | 3:25 |
| 3.  | Hoe lang nog, liefje? (Bert Nicodem, Cox)                            |                                                | 4:25 |
| 4.  | De doden joggen met je mee (Bert Nicodem, Cox)                       |                                                | 4:23 |
| 5.  | Toch hou ik van je Rotterdam (Klaris, Cox)                           |                                                | 2:52 |
| 6.  | ‘s Avonds (Udo Jürgens, Michael Kunze, Cox)                          | Abends                                         | 3:40 |

## Hitnotering
Het was het eerste muziekalbum van Cox als soloartiest dat de Album top 75 haalde, zonder dat het een verzamelalbum was.
| Positie: | 63 | 24 | 17 | 32 | 39 | 40 | 44 | 49 | 63 | 75 | uit |